# 프레블뒤쥐
프레블뒤쥐(Sorex preblei)는 땃쥐과에 속하는 포유류의 일종이다. 캐나다 브리티시컬럼비아주 남부 지역과 미국 서부의 토착종이다.